# Сталилюнайте, Рута
Рута Сталилюнайте (лит. Rūta Staliliūnaitė; 21 января 1938 — 9 мая 2011) — советская и литовская актриса театра и кино, народная артистка Литовской ССР (1980).

## Биография
Рута Сталилюнайте родилась в городе Шяуляй в Литве.
В 1956—1959 гг. — училась в музыкальном училище им. Юозаса Груодиса (ныне — это консерватория), г. Каунас.
В 1959—1963 гг. — училась в Литовской музыкальной академии, театральный факультет.
В 1963—1993 гг. — актриса Драматического театра г. Каунаса.
В 1994—2003 гг. — была инициатором литературных вечеров, активно занималась просветительской деятельностью и популяризацией литовской культуры.

## Фильмография
- 1971 — Маленькая исповедь — Элеонора Гульбинене
- 1975 — День возмездия — София Рикбургене
- 1977 — Обмен — женщина из Катичяй
- 1978 — Цветение несеянной ржи — Райжене
- 1979 — Блуждающие огоньки (ТВ) — генеральша
- 1980 — Американская трагедия — Элизабет Грифитс
- 1981 — Медовый месяц в Америке — Морта
- 1981 — Рай красного дерева (телесериал) — Куперене
- 1982 — Богач, бедняк… — Мэри Джордах
- 1983 — Исповедь его жены — Ирена
- 1984 — Здесь наш дом — Моркувене
- 1988 — Прошедшее вернуть — Роза Люксембург
- 1990 — Я есть — бабушка
- 2008 — Когда я был партизаном — гример

## Награды
- Офицер ордена Великого князя Литовского Гядиминаса (1998).
- Народная артистка Литовской ССР (1980).
- Заслуженная артистка Литовской ССР (1970).
- Национальная премия Литвы по культуре и искусству (2008).
- Премия Правительства Литвы по культуре и искусству (1998).
- Почётный гражданин Каунаса (2004).